# 트래피즈
트래피즈(Trapeze)는 영국에서 제작된 캐럴 리드 감독의 1956년 영화이다. 버트 랭카스터 등이 주연으로 출연하였고 해롤드 헤츠 등이 제작에 참여하였다.

## 출연

### 주연
- 버트 랭카스터
- 토니 커티스

### 조연
- 지나 롤로브리지다
- 커티 주라도
- 토마스 고메즈
- 마이너 왓슨
- 시드 제임스
- 가밀 라티브
- 피에르 타바드

## 제작진
- 원작자: 맥스 카토
- 의상: 베니에로 콜라산티